# گمینا کراسنستاو
گمینا کراسنستاو (به لهستانی:  Gmina Krasnystaw) یک گمینا در لهستان است که در شهرستان کراسنستاف واقع شده‌است. گمینا کراسنستاو ۱۵۰٫۹۶ کیلومتر مربع مساحت و ۹٬۱۴۲ نفر جمعیت دارد.